# Hiroyuki Shimizu
Hiroyuki Shimizu (ur. 18 grudnia 1985) – japoński zapaśnik w stylu klasycznym. Zajął 24. miejsce na mistrzostwach świata w 2013. Brązowy medalista mistrzostw Azji w 2011 i 2013. Brązowy medal na uniwersjadzie w 2013 roku.